# Dubrovački zakon o zabrani trgovanja robljem iz 1416. godine
Dubrovački zakon o zabrani trgovanja robljem od 27. siječnja 1416. godine pionirski je važan pravni dokument iz doba renesanse kojim se nastoji suzbiti trgovina robljem: takvu je trgovinu Katolička Crkva svojim utjecajem u to doba već više stoljeća nastojala suzbiti, ali je ona upravo na području Sredozemlja uvijek iznova oživljavala. Tome su osobito pridonosili opetovani ratovi s Arapima i Turcima, koji su redovno dovodili ratne zarobljenike (vojnike i civile) kao nove robove.
U preambuli (arengi) tog zakona sadržano je moralno objašnjenje dotičnoga pravnoga čina. U njemu su dubrovački parlamentarci početkom 15. stoljeća izrazili svoj odnos prema trgovini robljem i istaknuli da je ona »sramotna, opaka, nečovječna i protiv svake ljudskosti«. Taj humanistički, etički i svjetonazorni odnos upotpunjuje državnički, ekonomski i politički razlog: »takva trgovina postaje ne mali teret i sramota za našu državu«. Slijedi antropološka i teološka prosudba robovlasničkih odnosa: njima se »ljudska vrsta – načinjena na sliku i priliku našega Stvoritelja – pretvara u trgovačku robu i prodaje kao da su nerazumne životinje«.
Zakon nedvosmisleno zabranjuje trgovanje robljem: »Htijući se pobrinuti da se od sada ubuduće tako ne čini: odlučujemo i određujemo da se odsad unaprijed ni jedan naš državljanin ili stranac i svaki onaj koji se smatra Dubrovčaninom ni na koji način ili pod kojim izgovorom ne usudi ili drzne kupovati ili prodavati roba ili ropkinju ili biti posrednik pri takvoj trgovini, niti imati društvo ili dioništvo u takvom poslu«.
Za svakog roba kojeg bi počinitelj kupio, prodao, ili u prodaji posredovao, propisana je zakonom iz 1416. godine kazna od po 6 mjeseci zatvora i dodatna novčana kazna od 25 perpera: u to doba je vol vrijedio 7 perpera.
Posjedovanje robova za vlastite potrebe (jako raširena praksa u to doba) tim zakonom iz 1416. godine još nije bila zabranjena; međutim je provođenjem zabrane trgovanja - te također zahvaljujući jasnoj društvenoj osudi robovlasništva, koju je zakonodavac unio u sam tekst zakona - bilo na području Dubrovačke Republike ropstvo postupno iskorijenjeno do sredine 15. stoljeća, tj. za manje od jednog naraštaja.

## Poveznice
- Wikiizvor: Tekst zakona iz 1416. godine (latinski izvornik i hrvatski prijevod)